# Гранери, Алекс
Алекс Гранери (исп. Álex Graneri; 23 февраля 2003) — испанский гребец на байдарках, двукратный призёр чемпионатов Европы.

## Карьера
В 2024 году принимал участие в чемпионате Европы в Сегеде, где в байдарках-четвёрках на дистанции 1000 метров в составе испанской команды стал бронзовым призёром.
В 2025 году принял участие во взрослом чемпионате Европы, который состоялся в Рачице, Чехия. На дистанции 500 метров в байдарках-одиночках завоевал серебряную медаль.